# Радован Ничић
Радован Ничић био је први председник Скупштине Аутономне Покрајине Косово и Метохија Косова и Метохије од 28. јуна 2008. године. Био је текође де јуре градоначелник Приштине (седиште у Грачаници) изабран за време локалних избора 11. маја 2008. године.